# Бойетт (Флорида)
Бойетт (англ. Boyette) — статистически обособленная местность, расположенная в округе Хилсборо (штат Флорида, США) с населением в 5895 человек по статистическим данным переписи 2000 года.

## География
По данным Бюро переписи населения США статистически обособленная местность Бойетт имеет общую площадь в 17,87 квадратных километров, из которых 17,09 кв. километров занимает земля и 0,78 кв. километров — вода. Площадь водных ресурсов округа составляет 4,36 % от всей его площади.
Статистически обособленная местность Бойетт расположена на высоте 25 м над уровнем моря.

## Демография
По данным переписи населения 2000 года в Бойеттe проживало 5895 человек, 1638 семей, насчитывалось 1937 домашних хозяйств и 2103 жилых дома. Средняя плотность населения составляла около 329,88 человек на один квадратный километр. Расовый состав населённого пункта распределился следующим образом: 88,46 % белых, 5,39 % — чёрных или афроамериканцев, 0,63 % — коренных американцев, 1,51 % — азиатов, 0,07 % — выходцев с тихоокеанских островов, 2,22 % — представителей смешанных рас, 1,71 % — других народностей. Испаноговорящие составили 8,16 % от всех жителей статистически обособленной местности.
Из 1937 домашних хозяйств в 46,8 % воспитывали детей в возрасте до 18 лет, 72,1 % представляли собой совместно проживающие супружеские пары, в 8,6 % семей женщины проживали без мужей, 15,4 % не имели семей. 11,2 % от общего числа семей на момент переписи жили самостоятельно, при этом 3,3 % составили одинокие пожилые люди в возрасте 65 лет и старше. Средний размер домашнего хозяйства составил 3,04 человек, а средний размер семьи — 3,29 человек.
Население статистически обособленной местности по возрастному диапазону по данным переписи 2000 года распределилось следующим образом: 31,7 % — жители младше 18 лет, 5,7 % — между 18 и 24 годами, 32,9 % — от 25 до 44 лет, 23,0 % — от 45 до 64 лет и 6,8 % — в возрасте 65 лет и старше. Средний возраст жителей составил 36 лет. На каждые 100 женщин в Бойеттe приходилось 101,1 мужчин, при этом на каждые сто женщин 18 лет и старше приходилось 97,0 мужчин также старше 18 лет.
Средний доход на одно домашнее хозяйство статистически обособленной местности составил 55 133 доллара США, а средний доход на одну семью — 56 818 долларов. При этом мужчины имели средний доход в 41 446 долларов США в год против 30 781 доллар среднегодового дохода у женщин. Доход на душу населения статистически обособленной местности составил 55 133 доллара в год. 5,5 % от всего числа семей в населённом пункте и 5,9 % от всей численности населения находилось на момент переписи населения за чертой бедности, при этом 5,4 % из них были моложе 18 лет и 6,8 % — в возрасте 65 лет и старше.